# Marcel Van Goethem
Marcel Van Goethem, né le 7 juin 1900 et mort le 1er juin 1959, est un architecte belge qui fut un des principaux protagonistes de l'architecture monumentale en Belgique.

## Biographie
Marcel Van Goethem est professeur puis directeur (1937-1945) de l'Académie des beaux-arts de Saint-Josse-ten-Noode.

## Réalisations
- 1931-1934 : siège de la société Belgian Shell, rue Ravenstein 48-70 (avec Alexis Dumont)
- 1934 : garage Citroën, place de l'Yser à Bruxelles (avec Alexis Dumont)
- 1936 : Assurances Générales de Trieste, rue Ravenstein 26-46 (avec Alexis Dumont)
- 1947-1948 : Banque nationale de Belgique